# Fenestella bifurcata
Fenestella bifurcata är en mossdjursart som beskrevs av Roemer 1856. Fenestella bifurcata ingår i släktet Fenestella och familjen Fenestellidae. Inga underarter finns listade i Catalogue of Life.